# Takkenschaar

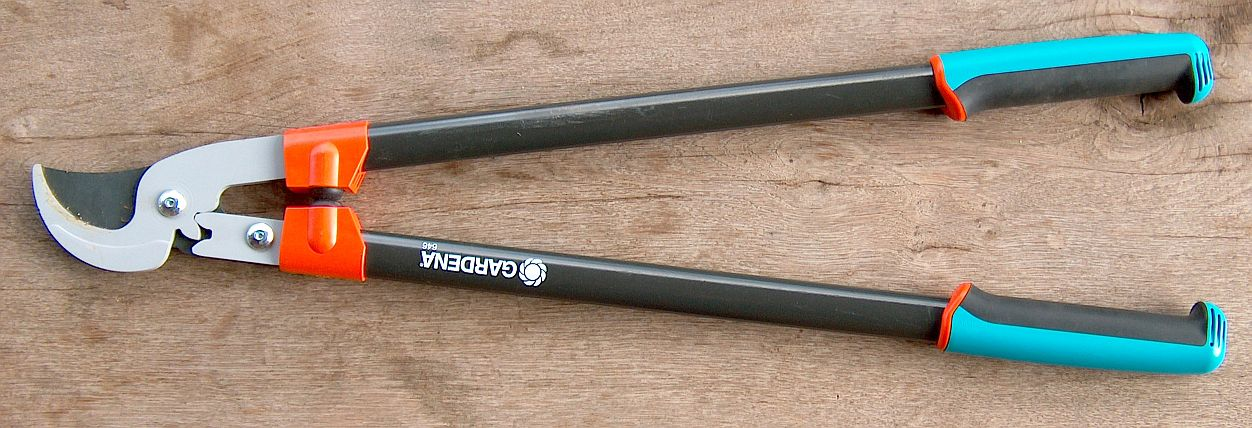
Takkenschaar

Een takkenschaar wordt gebruikt om takken die te dik zijn voor een snoeischaar weg te snoeien. Door de langere, vaak telescopisch verstelbare, armen kan meer kracht overgebracht worden op de speciaal gevormde messen van de schaar. 
Dit type schaar kan worden uitgebreid met lange handvatten om takken in bomen te snoeien.
Nog dikkere takken kunnen met een takkenzaag weggehaald worden.